# William Stirling-Maxwell

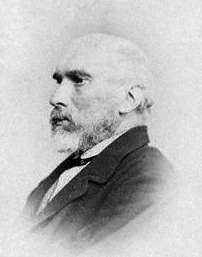
Sir William Stirling-Maxwell, 9. Baronet, um 1870

Sir William Stirling-Maxwell, 9. Baronet (geborener Stirling, * 8. März 1818 in Kirkintilloch; † 15. Januar 1878 in Venedig) war ein schottischer Adliger, Historiker, Kunsthistoriker und Politiker. Sein Schwerpunkt lag auf der Erforschung der spanischen Kunst, wobei er einer der ersten Kunsthistoriker war, der sich diesem Thema ausführlich widmete. Stirling-Maxwell war der erste Kunsthistoriker, der photographische Reproduktionen in einer Buchveröffentlichung nutzte.

## Leben
Er war der Sohn von Archibald Stirling (1769–1847), Esquire von Keir und Cadder, und Elizabeth Maxwell (1793–1822), der Tochter des Parlamentsabgeordneten Sir John Maxwell, 7. Baronet (1768–1844), und entstammte damit alten schottischen Familien. Seine schulische Laufbahn begann im Pilton Rectory in Northamptonshire und dem Cossington Rectory in Leicestershire. Danach besuchte er das Trinity College in Cambridge. Dort machte er 1839 seinen Abschluss. Anschließend reiste er durch Deutschland, die Schweiz, Frankreich und Italien.
1841 bewarb sich Stirling um den Sitz für Perthshire im House of Commons, hatte dabei jedoch keinen Erfolg. Stattdessen ging er erneut auf Reisen, wobei er dieses Mal nach Spanien und in den Nahen Osten fuhr. Seine Erfahrungen im Orient veröffentlichte er 1846 in einem Reisebericht. 1843 machte er seinen Master of Arts in Cambridge. Zu dieser Zeit entschied er sich, über spanische Kunstgeschichte zu schreiben. Er unternahm weitere Reisen, um Kunstwerke in spanischen und britischen Sammlungen zu studieren. 1848 veröffentlichte er dann seine Annalen spanischer Künstler. Er ordnete darin die Künstler in seinem Werk chronologisch nach Regierungszeit der Könige und versuchte, diese umfassend aus ihrem Kontext heraus zu verstehen und etwa Diego Rodríguez de Silva y Velázquez nicht bloß als künstlerisches Genie zu begreifen. Das Buch wurde in Großbritannien positiv rezipiert, während der Deutsche Carl Justi kritisierte, dass er die künstlerischen Techniken in seinem Buch vernachlässigt hätte. 1852 veröffentlichte er mit The Cloister Life of the Emperor Charles the Fifth sein erfolgreichstes Buch, das sich in Großbritannien sehr gut verkaufte und von dem auch in Übersetzungen in Deutschland, Spanien und den Niederlanden erschienen. 1855 erschien Velazquez and his Works, das auf der überarbeiteten Künstlerannale basierte und dem ein Anhang mit Drucken seiner Werke beigefügt war. Hilary Macartney beurteilte dieses Werk als Maßstab setzend, wobei es kurze Zeit später bereits von Justis Velazquez-Biographie übertroffen wurde. Dieses Buch erschien auch auf Spanisch, Deutsch und Französisch. Die französische Ausgabe enthielt einen von Théophile Thoré verfassten Katalog der Werke des Künstlers. Zwischen 1857 und 1859 arbeitete Stirling an der Übersetzung der Annalen ins Spanische, jedoch wurde diese nie veröffentlicht. Er veröffentlichte einen vierten Annalen-Band mit der kleinen Auflage von nur 25 Exemplaren, die von William Fox Talbot entwickelte Photographien enthielt und damit das erste kunsthistorische Werk mit solchen Reproduktionen war.
Nachdem sein Vater 1847 verstorben war, trat er das Erbe von Heir und Cawder an. Er begann, Bücher zu sammeln. Seine Kollektion von Emblembüchern befindet sich heute in der Bibliothek der University of Glasgow. Daneben sammelte er auch Kunstwerke, vor allem Gemälde und Drucke aus Spanien. Darunter befanden sich die Spanische Galerie von Louis-Philippe I. und die Sammlung von Frank Hall Standish (1799–1840), sowie Gemälde von El Greco und Drucke von Francisco de Goya. Aufgrund seines Interesses an der photographischen Reproduktion veröffentlichte er mehrere Faksimile-Ausgaben.
William Stirling wurde 1852 zum Parlamentsabgeordneten für Perthshire gewählt und behielt diese Position abgesehen von einer Unterbrechung zwischen 1868 und 1874 bis zu seinem Lebensende. Im Parlament gehörte er ab 1853 dem Komitee für Kunst an. Später wurde er Kuratoriumsmitglied der National Gallery, National Portray Gallery und des British Museums. Seit 1849 war er Mitglied (Fellow) der Royal Society of Edinburgh.
1863 wurde er zum Knight Bachelor geschlagen. Als am 6. Juni 1865 sein Onkel mütterlicherseits, Sir John Maxwell, 8. Baronet, kinderlos starb, beerbte William Stirling diesen. Er ergänzte seinen Familiennamen zu Stirling-Maxwell, erbte den Titel 9. Baronet, of Pollok in the County of Renfrew, und zog auf das Anwesen Pollok Castle in der Nähe von Glasgow. Im selben Jahr heiratete er Anna Maria Leslie-Melville, die 1874 bei einem Brand in Keir House verstarb. 1877 heiratete er seine zweite Frau, Caroline Elizabeth Sarah Norton, die aber noch im selben Jahr verstarb. Anfang des Jahres 1878 erkrankte William Stirling-Maxwell in Venedig am Fieber und starb. Er wurde in der Keir Krypta in der Nähe von Dunblane begraben. Seine Sammlung und sein Landbesitz wurden an seinen Enkel verkauft.
Aus erster Ehe hinterließ er zwei Söhne, Sir John Stirling-Maxwell, 10. Baronet (1866–1956) und Brigadier-General Archibald Stirling, of Keir and Cawdor (1867–1931). Der Gründer des Special Air Service, David Stirling, war sein Enkel.